# 39 Pułk Zmechanizowany

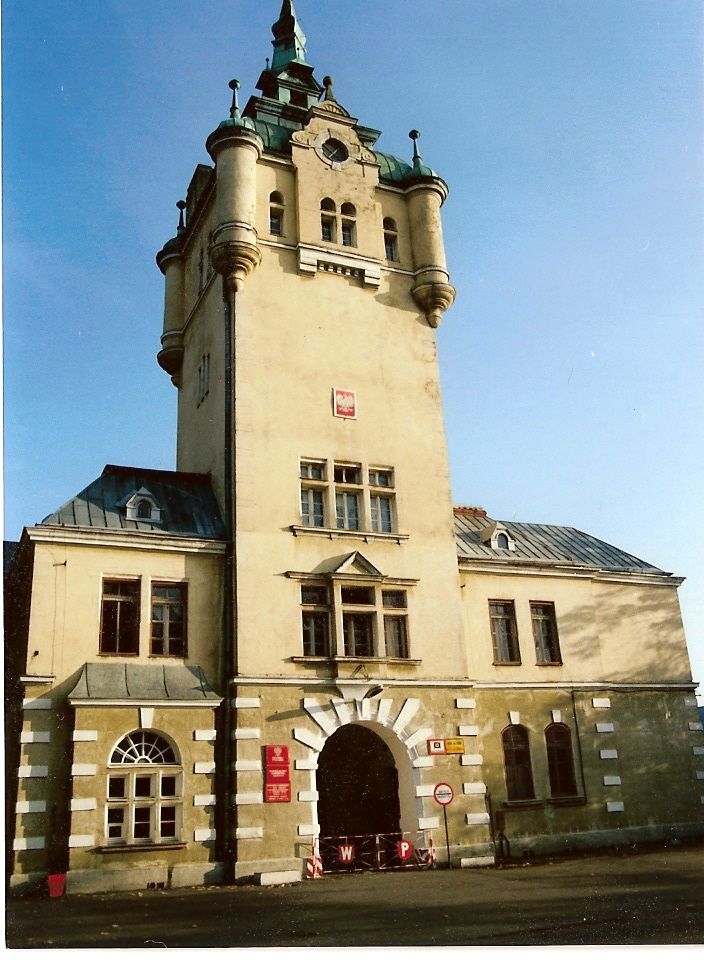
Brama wjazdowa do pułku

39 pułk zmechanizowany – oddział zmechanizowany Sił Zbrojnych PRL.
Wchodził w skład 8 Drezdeńskiej Dywizji Zmechanizowanej. Stacjonował w garnizonie Trzebiatów.
Na podstawie rozkazu Nr 07/MON Ministra Obrony Narodowej z 4 maja 1967 w sprawie przekazania jednostkom wojskowym historycznych nazw i numerów oddziałów frontowych oraz ustanowienia dorocznych świąt jednostek (Dz. Rozk. Tjn. MON Nr 5, poz. 21) na bazie 39 pułku zmechanizowanego powstał 36 Łużycki pułk zmechanizowany. 
W 1990 roku przeformowany na pułk zunifikowany przyjął nazwę 36 pułku zmechanizowanego Legii Akademickiej.
W 1994 przekształcony w 3 Brygadę Pancerną. Następnie zmieniono numer brygady na 36, by w końcu przekształcić ją w jednostkę zmechanizowaną o nazwie 36 Brygada Zmechanizowana im. Legii Akademickiej.

## Skład organizacyjny (lata 60. XX w)
- trzy bataliony piechoty zmotoryzowanej 
  - trzy kompanie piechoty zmotoryzowanej
  - kompania wsparcia)
- batalion czołgów 
  - trzy kompanie czołgów
- artyleria pułkowa
  - bateria haubic 122 mm
  - bateria przeciwpancerna
- kompanie: rozpoznawcza, saperów, łączności, medyczna, remontowa i transportowa
- plutony: chemiczny, przeciwlotniczy, remontu uzbrojenia i regulacji ruchu.

Pułk liczył 1636 żołnierzy.

## Uzbrojenie
- 31 czołgów T-54A
- 79 transporterów opancerzonych SKOT
- 11 opancerzonych samochodów rozpoznawczych BRDM-1
- 3 samobieżne wyrzutnie ppk 3M6 Trzmiel
- 6 haubic 122 mm
- 9 armat przeciwpancernych 85 mm wz. 1944 (D-44)
- 9 moździerzy 120 mm, 9 moździerzy 82 mm
- 6 dział bezodrzutowych 82 mm B-10

## Żołnierze pułku
- Edward Drzazga

## Przekształcenia
39 pułk piechoty → 39 zmotoryzowany pułk piechoty → 39 pułk zmechanizowany → 36 Łużycki pułk zmechanizowany →  36 pułk zmechanizowany Legii Akademickiej → 3 Brygada Pancerna → 36 Brygada Pancerna → 36 Brygada Zmechanizowana → 3 batalion zmechanizowany Legii Akademickiej